# Kočár biskupa Ferdinanda Julia Troyera z Troyersteinu
Kočár olomouckého biskupa Ferdinanda Julia Troyera z Troyersteinu je barokní kočár vyrobený v Paříži na počátku 18. století. Je pojmenován po svém nejvýznačnějším majiteli, olomouckém biskupu Ferdinandu Juliu Troyerovi z Troyensteinu, který jej odkoupil roku 1746 ve Vídni od rodiny Kinských. Jedná se o jeden ze tří dochovaných barokních ceremoniálních vozů ve sbírce olomouckého arcibiskupství. Kočár byl před polovinou 18. století částečně opraven a v letech 2004–2006 došlo k jeho celkové restauraci.

## Historie
Kočár byl zhotoven na počátku 18. století pravděpodobně manufakturou Les Gobelins, jeho původ se spojuje s vévodou de Richelieu (1696–1788), který byl vyslancem krále Ludvíka XV. u císařského dvora. Roku 1746 kočár ve Vídni od rodiny Kinských odkoupil hrabě Ferdiand Julius Troyer a ještě týž rok jej nechal výrazně přestavět a vybavit novou malířskou a řezbářskou výzdobou. Poté byl vůz používán při intronizačních průvodech a dalších ceremoniích olomouckého biskupství. V roce 1886 byl pak generálně opraven na popud inventurní a separační komise za episkopátu šestého arcibiskupa olomouckého Bedřicha z Fürstenberka, při tom došlo zejména ke kompletní rekonstrukci podvozku vozu.
V roce 2004 začaly za podpory ministerstva kultury práce na restaurování kočáru. Kvůli rozmanitosti materiálů, z nichž je kočár zhotoven, bylo nutno zapojit do oprav početný tým restaurátorů a specialistů v jednotlivých oborech. Vůz byl demontován a jeho části přesunuty do jednotlivých restaurátorských dílen. V nich restaurátoři obnovili zlacení, dřevěné, kovové a kožené prvky, malířskou výzdobu a textilní část výzdoby. Roku 2006 byl pak kočár zpětně smontován a vrácen do Arcidiecézního muzea v Olomouci jako součást stálé expozice.

## Popis
Kočár je 327 cm vysoký a 630 cm dlouhý (s ojí 950 cm), jeho maximální šířka je 210 cm a celkově váží váží tři tuny. Má čtyřbokou dole se zužující kabinu s postranními uzavíratelnými vstupy. Spodní polovinu kabiny zdobí malířská výzdoba, horní je krom zadní stěny prosklená. Základní malby představují čtyři živly zosobněné antickými božstvy. V horní polovině zadní stěny je olejomalbou znázorněn triumf obnovujícího se Dne nad Nocí.
Na střeše potažené z vnějšku červenou kůží je osazeno osm dekorativních mosazných a zlacených kytek doplněných plastikami orlů. Vrchol střechy je zdoben textilní kyticí, která vynáší knížecí korunu potaženou rudým sametem. Kabina stojí na pérové konstrukci, její konce jsou zavěšeny na mohutných řemenech potažených červeným sametem. Řemeny jsou upevněny na bohatě řezbářsky pojednaném rámoví.

## Galerie

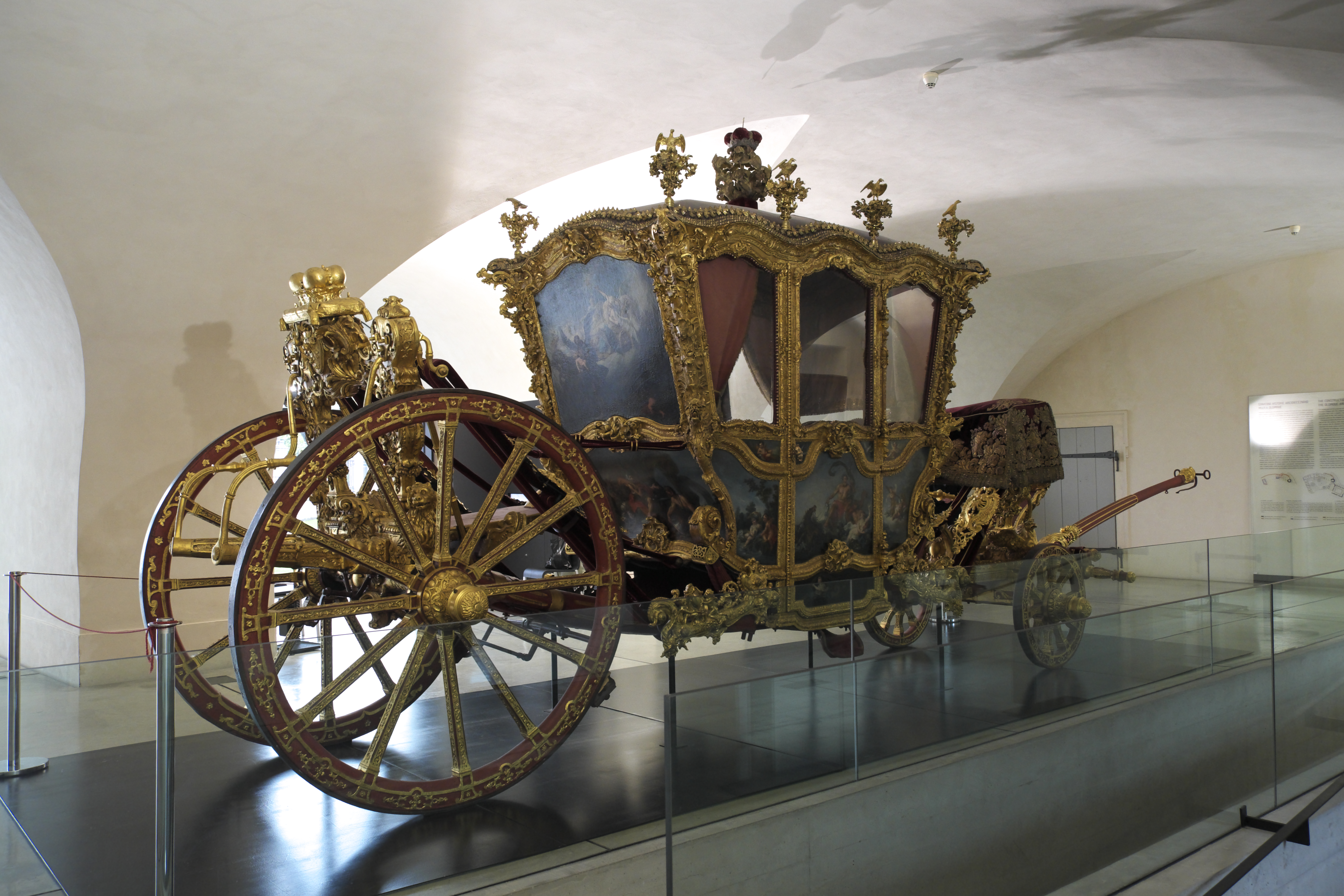
Celek zezadu
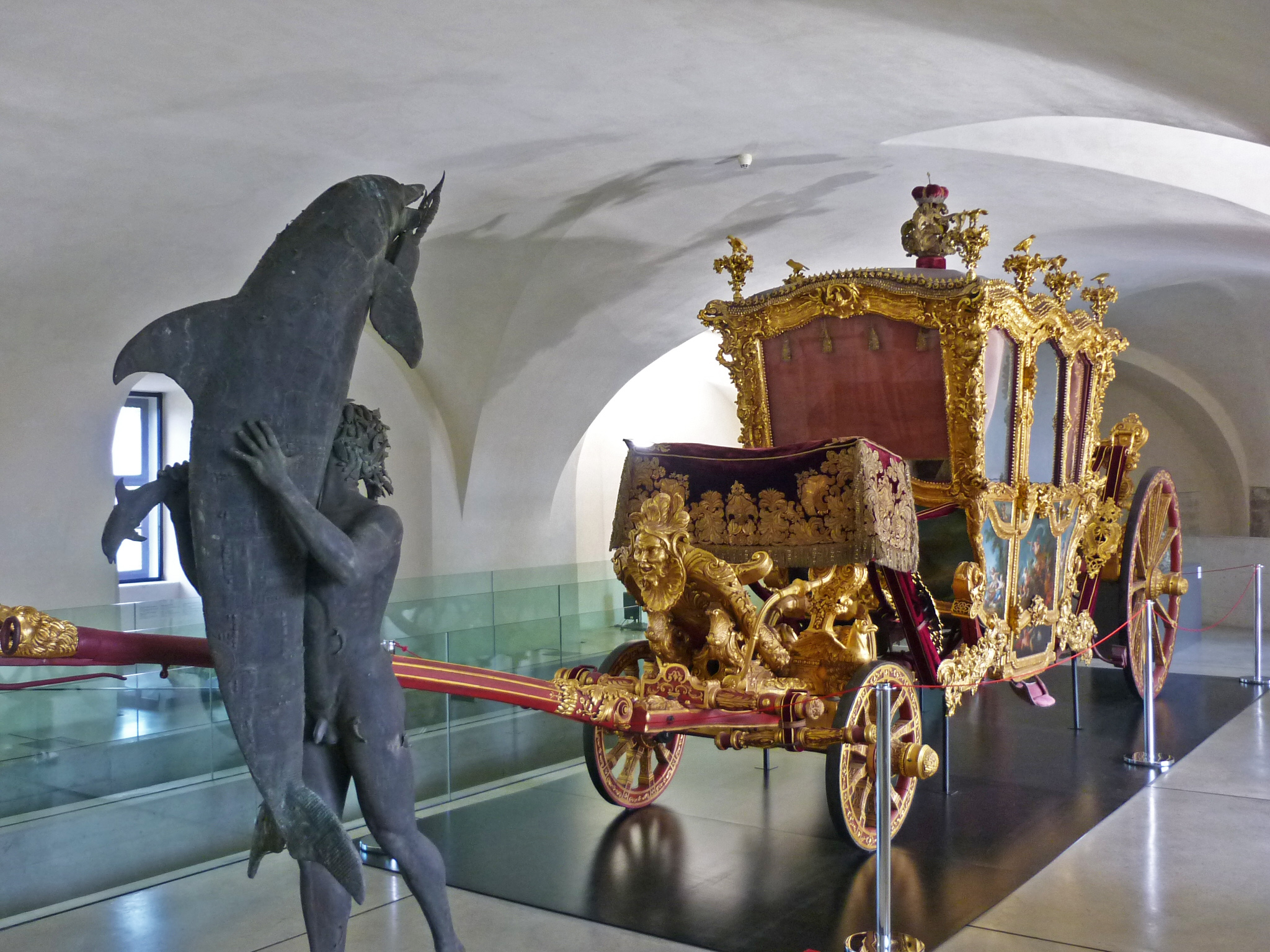
Celek zepředu
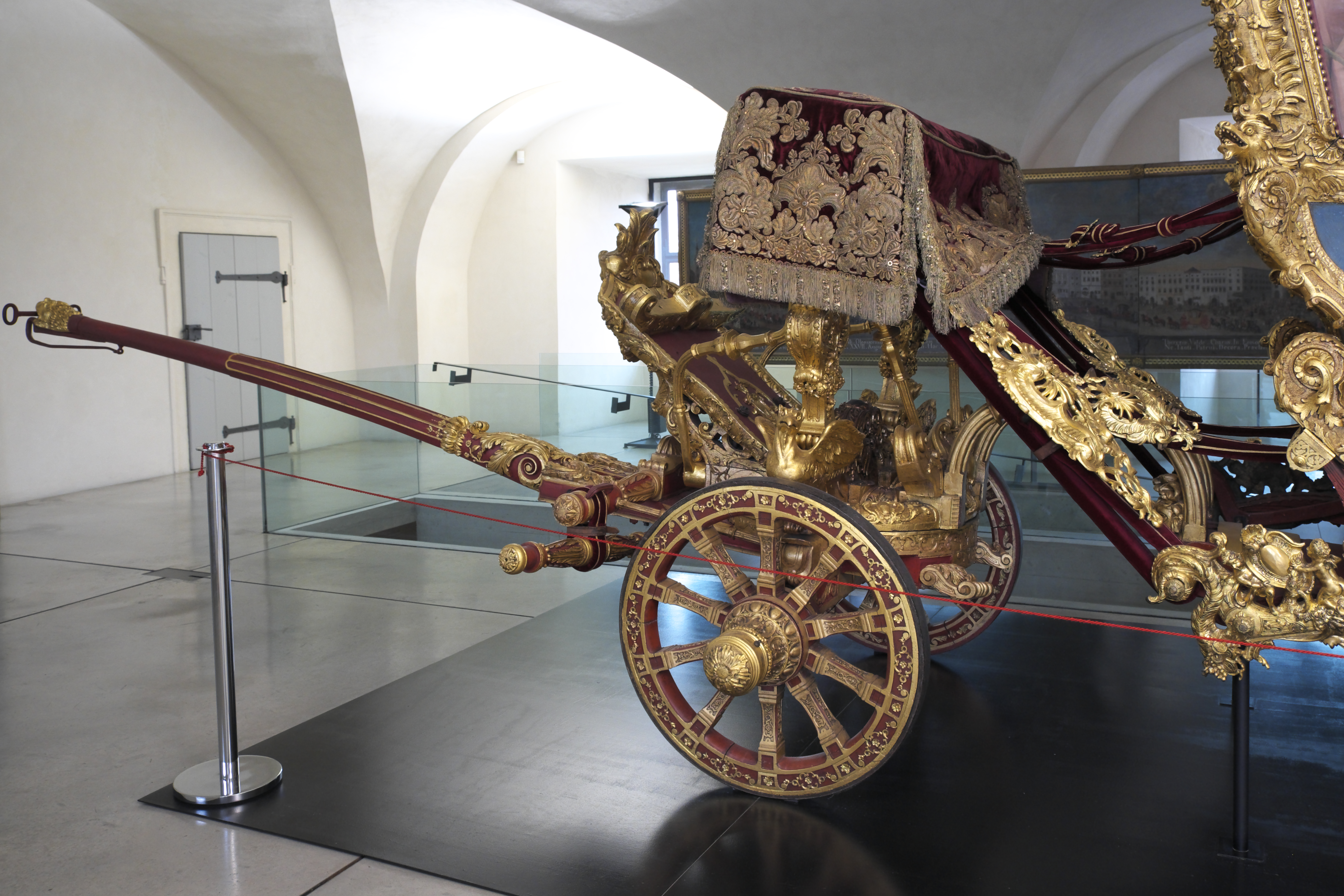
Přední kola
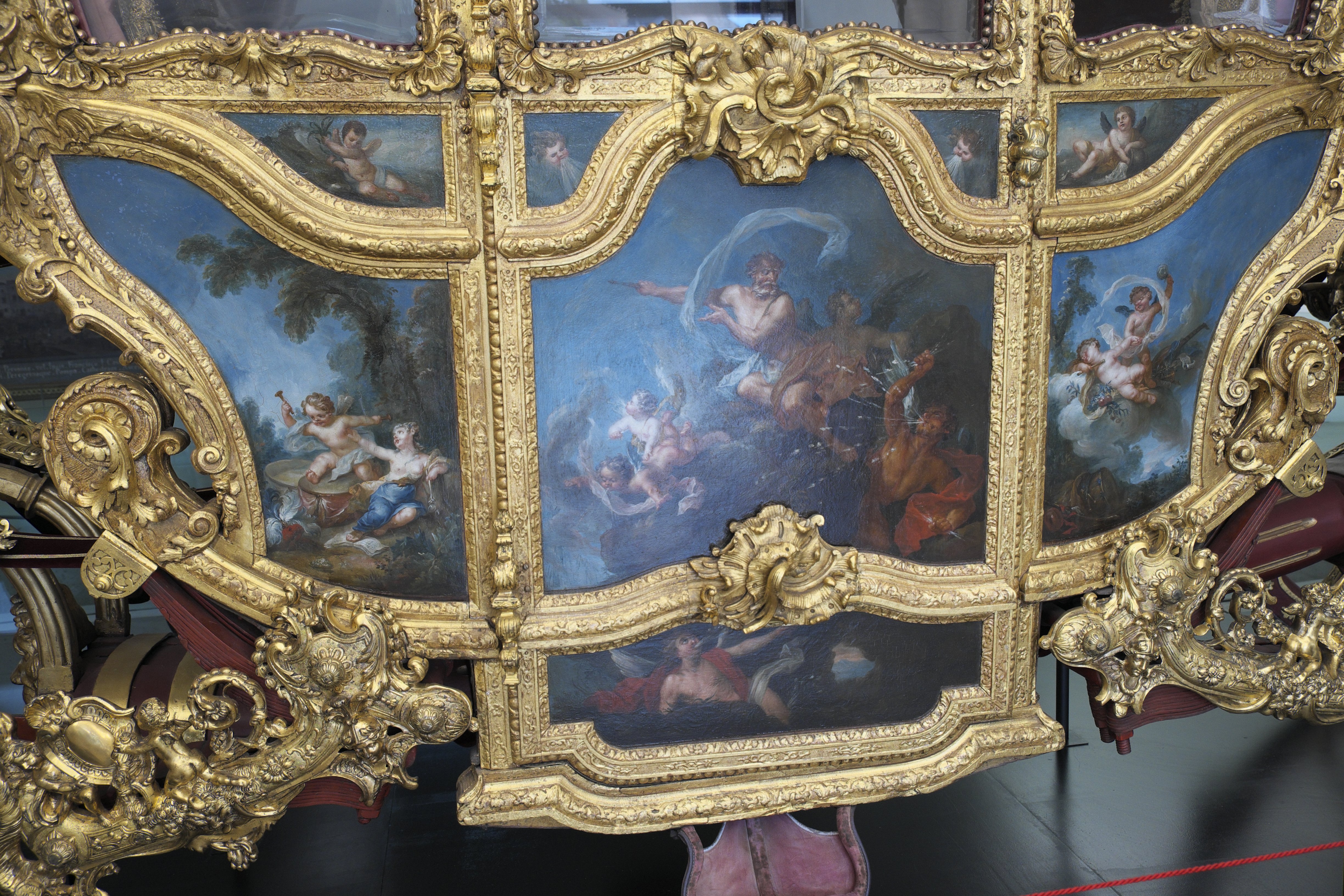
Malba na boku
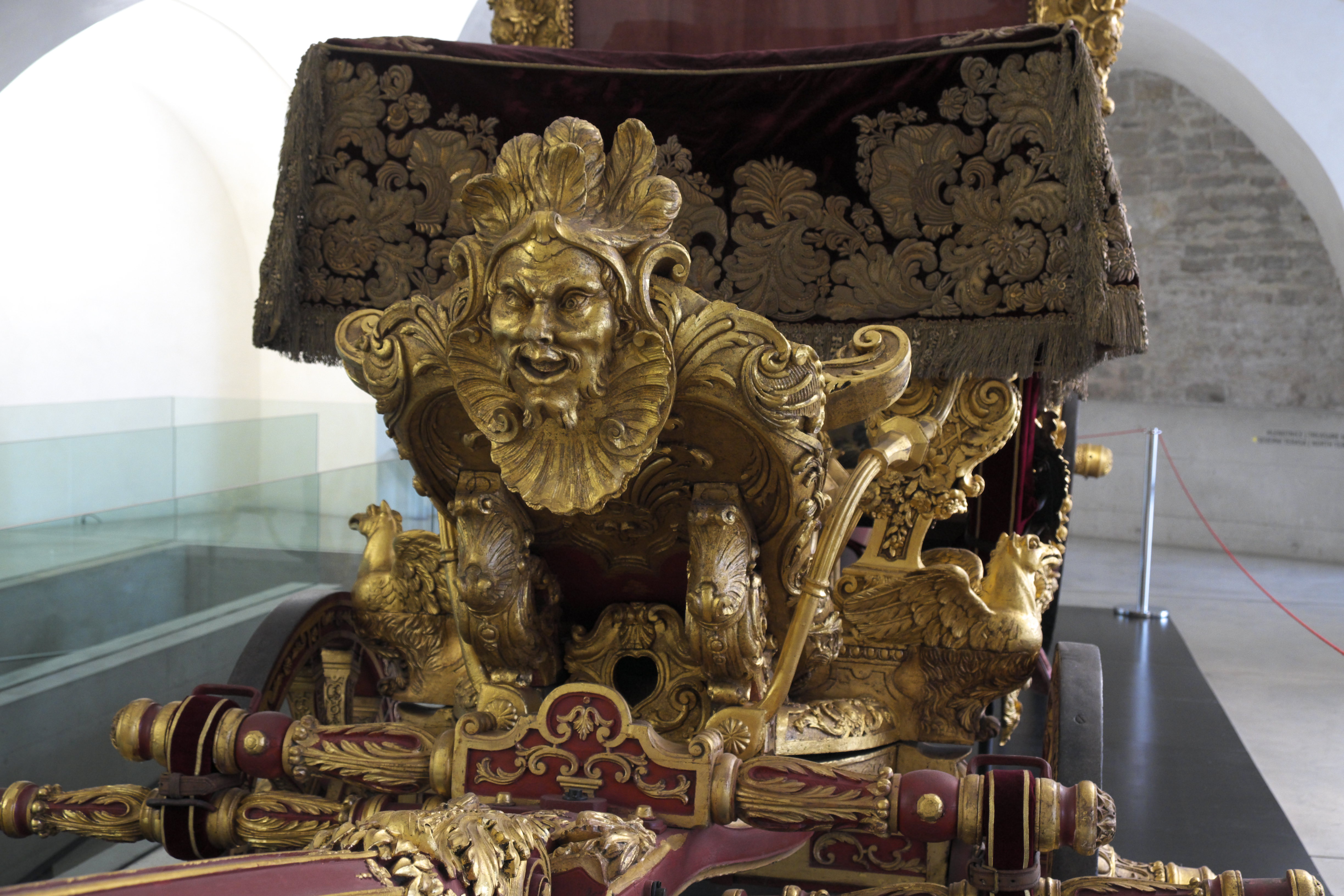
Detail